# Arrondissement Saint-Gaudens
Das Arrondissement Saint-Gaudens ist eine Verwaltungseinheit des französischen Départements Haute-Garonne innerhalb der Region Okzitanien. Hauptort (Sitz der Unterpräfektur) ist Saint-Gaudens.
Im Arrondissement liegen drei Wahlkreise (Kantone) und 235 Gemeinden.

## Wahlkreise
- Kanton Bagnères-de-Luchon
- Kanton Cazères (mit 48 von 91 Gemeinden)
- Kanton Saint-Gaudens

## Gemeinden
Die Gemeinden des Arrondissements Saint-Gaudens sind:
| 1. Agassac (31001)*                      | 2. Alan (31005)                        | 3. Ambax (31007)                        | 4. Anan (31008)                      |
| 5. Antichan-de-Frontignes (31009)        | 6. Antignac (31010)                    | 7. Arbas (31011)                        | 8. Arbon (31012)                     |
| 9. Ardiège (31013)                       | 10. Arguenos (31014)                   | 11. Argut-Dessous (31015)               | 12. Arlos (31017)                    |
| 13. Arnaud-Guilhem (31018)               | 14. Artigue (31019)                    | 15. Aspet (31020)                       | 16. Aspret-Sarrat (31021)            |
| 17. Aulon (31023)                        | 18. Aurignac (31028)                   | 19. Ausseing (31030)                    | 20. Ausson (31031)                   |
| 21. Auzas (31034)                        | 22. Bachas (31039)                     | 23. Bachos (31040)                      | 24. Bagiry (31041)                   |
| 25. Bagnères-de-Luchon (31042)           | 26. Balesta (31043)                    | 27. Barbazan (31045)                    | 28. Baren (31046)                    |
| 29. Beauchalot (31050)                   | 30. Belbèze-en-Comminges (31059)       | 31. Benque (31063)                      | 32. Benque-Dessous-et-Dessus (31064) |
| 33. Bezins-Garraux (31067)               | 34. Billière (31068)                   | 35. Binos (31590)                       | 36. Blajan (31070)                   |
| 37. Boissède (31072)                     | 38. Bordes-de-Rivière (31076)          | 39. Boudrac (31078)                     | 40. Boulogne-sur-Gesse (31080)       |
| 41. Bourg-d’Oueil (31081)                | 42. Boussan (31083)                    | 43. Boutx (31085)                       | 44. Bouzin (31086)                   |
| 45. Burgalays (31092)                    | 46. Cabanac-Cazaux (31095)             | 47. Cardeilhac (31108)                  | 48. Cassagnabère-Tournas (31109)     |
| 49. Cassagne (31110)                     | 50. Castagnède (31112)                 | 51. Castelbiague (31114)                | 52. Castelgaillard (31115)           |
| 53. Castéra-Vignoles (31121)             | 54. Castillon-de-Larboust (31123)      | 55. Castillon-de-Saint-Martory (31124)  | 56. Cathervielle (31125)             |
| 57. Caubous (31127)                      | 58. Cazac (31593)                      | 59. Cazarilh-Laspènes (31129)           | 60. Cazaril-Tambourès (31130)        |
| 61. Cazaunous (31131)                    | 62. Cazaux-Layrisse (31132)            | 63. Cazeaux-de-Larboust (31133)         | 64. Cazeneuve-Montaut (31134)        |
| 65. Charlas (31138)                      | 66. Chaum (31139)                      | 67. Chein-Dessus (31140)                | 68. Ciadoux (31141)                  |
| 69. Cier-de-Luchon (31142)               | 70. Cier-de-Rivière (31143)            | 71. Cierp-Gaud (31144)                  | 72. Cirès (31146)                    |
| 73. Clarac (31147)                       | 74. Coueilles (31152)                  | 75. Couret (31155)                      | 76. Cuguron (31158)                  |
| 77. Encausse-les-Thermes (31167)         | 78. Eoux (31168)                       | 79. Escanecrabe (31170)                 | 80. Escoulis (31591)                 |
| 81. Esparron (31172)                     | 82. Estadens (31174)                   | 83. Estancarbon (31175)                 | 84. Esténos (31176)                  |
| 85. Eup (31177)                          | 86. Fabas (31178)                      | 87. Figarol (31183)                     | 88. Fos (31190)                      |
| 89. Fougaron (31191)                     | 90. Francazal (31195)                  | 91. Franquevielle (31197)               | 92. Fronsac (31199)                  |
| 93. Frontignan-de-Comminges (31200)      | 94. Frontignan-Savès (31201)           | 95. Galié (31207)                       | 96. Ganties (31208)                  |
| 97. Garin (31213)                        | 98. Génos (31217)                      | 99. Gensac-de-Boulogne (31218)          | 100. Gouaux-de-Larboust (31221)      |
| 101. Gouaux-de-Luchon (31222)            | 102. Goudex (31223)                    | 103. Gourdan-Polignan (31224)           | 104. Guran (31235)                   |
| 105. Herran (31236)                      | 106. His (31237)                       | 107. Huos (31238)                       | 108. Izaut-de-l’Hôtel (31241)        |
| 109. Jurvielle (31242)                   | 110. Juzet-d’Izaut (31245)             | 111. Juzet-de-Luchon (31244)            | 112. L’Isle-en-Dodon (31239)         |
| 113. Labarthe-Inard (31246)              | 114. Labarthe-Rivière (31247)          | 115. Labastide-Paumès (31251)           | 116. Labroquère (31255)              |
| 117. Laffite-Toupière (31260)            | 118. Lalouret-Laffiteau (31268)        | 119. Landorthe (31270)                  | 120. Larcan (31274)                  |
| 121. Larroque (31276)                    | 122. Latoue (31278)                    | 123. Le Cuing (31159)                   | 124. Le Fréchet (31198)              |
| 125. Lécussan (31289)                    | 126. Lège (31290)                      | 127. Les Tourreilles (31556)            | 128. Lespiteau (31294)               |
| 129. Lespugue (31295)                    | 130. Lestelle-de-Saint-Martory (31296) | 131. Lieoux (31300)                     | 132. Lilhac (31301)                  |
| 133. Lodes (31302)                       | 134. Loudet (31305)                    | 135. Lourde (31306)                     | 136. Luscan (31308)                  |
| 137. Malvezie (31313)                    | 138. Mancioux (31314)                  | 139. Mane (31315)                       | 140. Marignac (31316)                |
| 141. Marsoulas (31321)                   | 142. Martisserre (31322)               | 143. Martres-de-Rivière (31323)         | 144. Mauvezin (31333)                |
| 145. Mayrègne (31335)                    | 146. Mazères-sur-Salat (31336)         | 147. Melles (31337)                     | 148. Milhas (31342)                  |
| 149. Mirambeau (31343)                   | 150. Miramont-de-Comminges (31344)     | 151. Molas (31347)                      | 152. Moncaup (31348)                 |
| 153. Mondilhan (31350)                   | 154. Montastruc-de-Salies (31357)      | 155. Montauban-de-Luchon (31360)        | 156. Montbernard (31363)             |
| 157. Mont-de-Galié (31369)               | 158. Montespan (31372)                 | 159. Montesquieu-Guittaut (31373)       | 160. Montgaillard-de-Salies (31376)  |
| 161. Montgaillard-sur-Save (31378)       | 162. Montmaurin (31385)                | 163. Montoulieu-Saint-Bernard (31386)   | 164. Montréjeau (31390)              |
| 165. Montsaunès (31391)                  | 166. Moustajon (31394)                 | 167. Nénigan (31397)                    | 168. Nizan-Gesse (31398)             |
| 169. Oô (31404)                          | 170. Ore (31405)                       | 171. Payssous (31408)                   | 172. Péguilhan (31412)               |
| 173. Peyrissas (31414)                   | 174. Peyrouzet (31415)                 | 175. Pointis-de-Rivière (31426)         | 176. Pointis-Inard (31427)           |
| 177. Ponlat-Taillebourg (31430)          | 178. Portet-d’Aspet (31431)            | 179. Portet-de-Luchon (31432)           | 180. Poubeau (31434)                 |
| 181. Proupiary (31440)                   | 182. Puymaurin (31443)                 | 183. Razecueillé (31447)                | 184. Régades (31449)                 |
| 185. Rieucazé (31452)                    | 186. Riolas (31456)                    | 187. Roquefort-sur-Garonne (31457)      | 188. Rouède (31461)                  |
| 189. Saccourvielle (31465)               | 190. Saint-André (31468)               | 191. Saint-Aventin (31470)              | 192. Saint-Béat-Lez (31471)          |
| 193. Saint-Bertrand-de-Comminges (31472) | 194. Saint-Élix-Séglan (31477)         | 195. Saint-Ferréol-de-Comminges (31479) | 196. Saint-Frajou (31482)            |
| 197. Saint-Gaudens (31483)               | 198. Saint-Ignan (31487)               | 199. Saint-Lary-Boujean (31493)         | 200. Saint-Laurent (31494)           |
| 201. Saint-Loup-en-Comminges (31498)     | 202. Saint-Mamet (31500)               | 203. Saint-Marcet (31502)               | 204. Saint-Martory (31503)           |
| 205. Saint-Médard (31504)                | 206. Saint-Paul-d’Oueil (31508)        | 207. Saint-Pé-d’Ardet (31509)           | 208. Saint-Pé-Delbosc (31510)        |
| 209. Saint-Plancard (31513)              | 210. Saleich (31521)                   | 211. Salherm (31522)                    | 212. Salies-du-Salat (31523)         |
| 213. Salles-et-Pratviel (31524)          | 214. Saman (31528)                     | 215. Samouillan (31529)                 | 216. Sarrecave (31531)               |
| 217. Sarremezan (31532)                  | 218. Sauveterre-de-Comminges (31535)   | 219. Saux-et-Pomarède (31536)           | 220. Savarthès (31537)               |
| 221. Sédeilhac (31539)                   | 222. Seilhan (31542)                   | 223. Sengouagnet (31544)                | 224. Sepx (31545)                    |
| 225. Signac (31548)                      | 226. Sode (31549)                      | 227. Soueich (31550)                    | 228. Terrebasse (31552)              |
| 229. Touille (31554)                     | 230. Trébons-de-Luchon (31559)         | 231. Urau (31562)                       | 232. Valcabrère (31564)              |
| 233. Valentine (31565)                   | 234. Villeneuve-de-Rivière (31585)     | 235. Villeneuve-Lécussan (31586)        |                                      |

* Zahlen in Klammern sind die entsprechenden INSEE-Codes.

## Ehemalige Gemeinden seit der landesweiten Neuordnung der Kantone
bis 2018: Saint-Béat, Lez
bis 2016: Lunax, Péguilhan (Péguilhan)